# Andromache
Andromachi Dimitropoulou (gr. Ανδρομάχη Δημητροπούλου, wym. [anðroˈmaçi ðimitroˈpulu]; ur. 1994 w Mannheim), znana również jako Andromache – niemiecko-grecka piosenkarka. Reprezentantka Cypru w 66. Konkursie Piosenki Eurowizji (2022).

## Życiorys
W 2015 wzięła udział w drugim sezonie programu The Voice of Greece, z której odpadła na drugim występie na żywo. 
9 marca cypryjski nadawca Radiofonikó Ídruma Kúprou (RIK) ogłosił, że artystka będzie reprezentowała kraj z utworem „Ela” w 66. Konkursie Piosenki Eurowizji (2022) w Turynie. 12 maja wziął udział w drugim półfinale 66. Konkursu Piosenki Eurowizji z piosenką „Ela”, jako 9 w kolejności startowej. Zajęła 12. miejsce, i tym samym nie zakwalifikowała się do finału konkursu.

## Dyskografia

### Albumy kompilacyjne
- Ela (2022)

### Single
| Rok                                                      | Tytuł                          | Najwyższe pozycje na listach | Najwyższe pozycje na listach | Album |
| Rok                                                      | Tytuł                          | GRE                          | LTU                          | Album |
| -------------------------------------------------------- | ------------------------------ | ---------------------------- | ---------------------------- | ----- |
| 2017                                                     | „To feggari”                   | –                            | –                            | Ela   |
| 2018                                                     | „Den mporo”                    | –                            | –                            | Ela   |
| 2018                                                     | „Den se dialeksa”              | –                            | –                            | Ela   |
| 2019                                                     | „Na'soun psema”                | –                            | –                            | Ela   |
| 2020                                                     | „S'agapo”                      | –                            | –                            | Ela   |
| 2020                                                     | „Thalassaki”                   | –                            | –                            | Ela   |
| 2021                                                     | „Vasano mou”                   | –                            | –                            | Ela   |
| 2022                                                     | „Ela”                          | 45                           | 76                           | Ela   |
| 2022                                                     | „If You Were Alone” (oraz WRS) | –                            | –                            | –     |
| „–” oznacza, że singel nie był notowany na danej liście. |                                |                              |                              |       |